# 巴胡葛文王
巴胡葛文王（?—?）金氏，新羅第20代君主慈悲麻立干的丈人。
巴胡葛文王是奈勿麻立干的儿子，奈勿麻立干的孙女，嫁给奈勿麻立干的孙子、訥祇麻立干的儿子金慈悲。訥祇麻立干四十二年（458年），訥祇王死后，他的儿子金慈悲即位为王，即慈悲麻立干。巴胡葛文王和慈悲麻立干有儿子金炤知。慈悲麻立干四年（461年）二月，慈悲王納舒弗邯未斯欣之女巴胡葛文王爲妃。慈悲麻立干二十二年（479年），慈悲王死后，他的儿子金炤知即位为王，即炤知麻立干。

## 家族
- 父亲：未斯欣
  - 丈夫：20代王慈悲麻立干
    - 儿子：21代王炤知麻立干